# Gene Allen
Pour les articles homonymes, voir Allen.
Gene Allen, né Eugene Allen le 17 juin 1918 à Los Angeles (Californie) et mort le 7 octobre 2015 à Newport Beach (Californie), est un directeur artistique américain.

## Biographie
Il suit son père et devient officier dans la police de Los Angeles après avoir été licencié de son premier job comme acteur dans des sketchs. Il sert dans la Navy durant la Seconde Guerre mondiale, puis intègre une école d'art pour poursuivre sa carrière. 
Il remporte un Oscar pour la meilleure direction artistique dans My Fair Lady, et il est nommé pour Les Girls et Une étoile est née.

## Filmographie partielle
- 1954 : Une étoile est née (A Star is Born) de George Cukor
- 1956 : La Croisée des destins (Bhowani Junction) de George Cukor
- 1956 : Les Échappés du néant (Back from Eternity) de John Farrow
- 1957 : Les Girls de George Cukor
- 1960 : La Diablesse en collant rose (Heller in Pink Tights) de George Cukor
- 1960 : Un scandale à la cour (A Breath of Scandal) de Michael Curtiz
- 1960 : Le Milliardaire (Let's Make Love) de George Cukor
- 1962 : Something's Got to Give de George Cukor
- 1963 : Les Liaisons coupables (The Chapman report) de George Cukor
- 1964 : My Fair Lady de George Cukor
- 1970 : Attaque au Cheyenne Club (The Cheyenne Social Club) de Gene Kelly